# La Villeneuve-sous-Thury
La Villeneuve-sous-Thury ist eine französische Gemeinde mit 141 Einwohnern (Stand: 1. Januar 2022) im Département Oise in der Region Hauts-de-France. Sie gehört zum Kanton Nanteuil-le-Haudouin (bis 2015 Betz) im Arrondissement Senlis. 

## Lage
La Villeneuve-sous-Thury liegt etwa 47 Kilometer ostsüdöstlich von Senlis und grenzt an die Nachbargemeinden Autheuil-en-Valois im Norden, Marolles im Osten, Mareuil-sur-Ourcq im Süden sowie Thury-en-Valois im Westen.

## Bevölkerungsentwicklung
| Jahr                      | 1962 | 1968 | 1975 | 1982 | 1990 | 1999 | 2006 | 2013 |
| ------------------------- | ---- | ---- | ---- | ---- | ---- | ---- | ---- | ---- |
| Einwohner                 | 113  | 102  | 83   | 103  | 163  | 166  | 173  | 172  |
| Quelle: Cassini und INSEE |      |      |      |      |      |      |      |      |

## Sehenswürdigkeiten

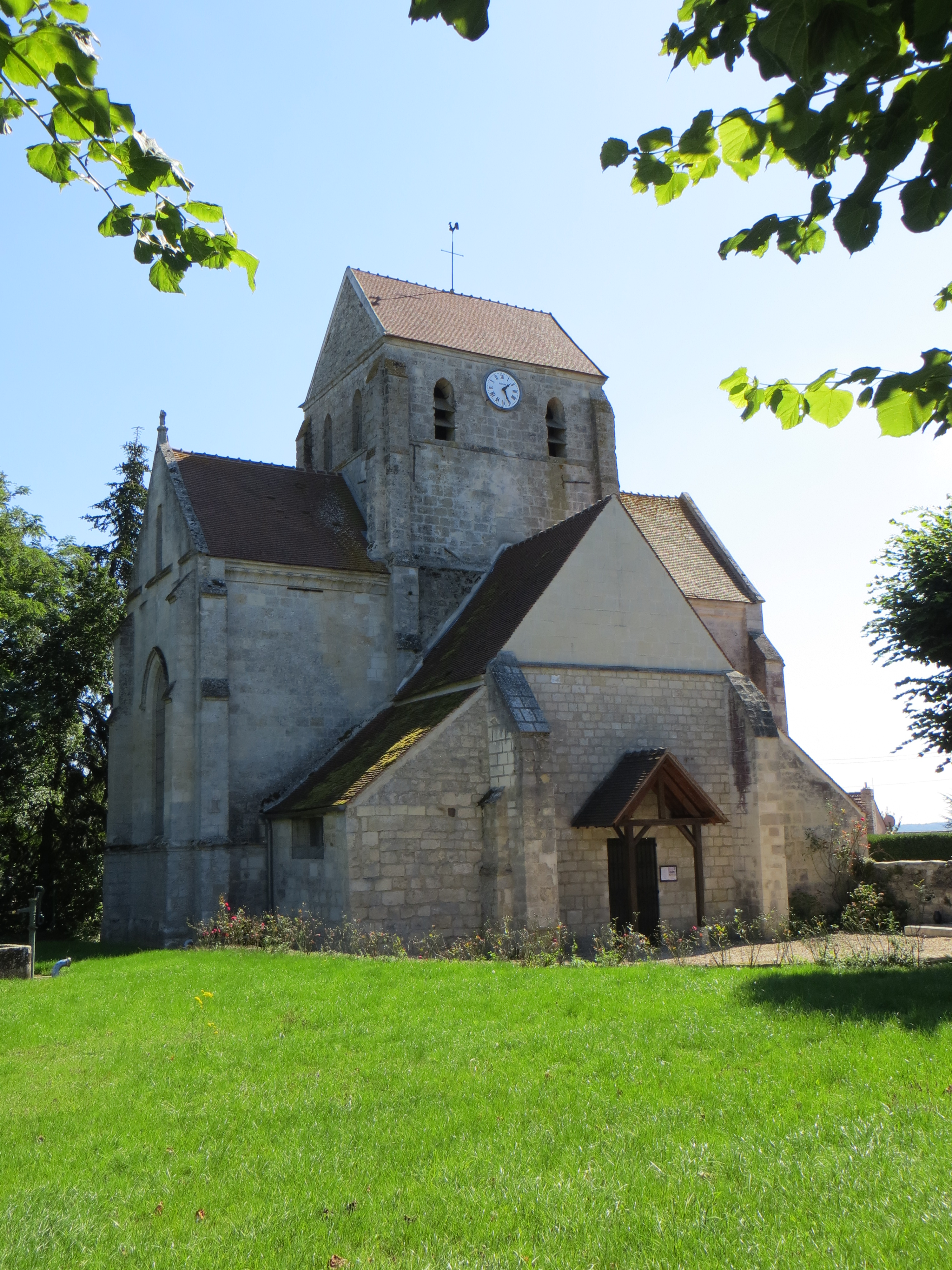
Kirche Notre-Dame-de-la-Nativité

- Kirche Saint-Laurent aus dem 13. Jahrhundert, Monument historique